# Ceroplesis atropos
Ceroplesis atropos là một loài bọ cánh cứng trong họ Cerambycidae.